# ラルフ・エドストレーム
ラルフ・エドストレーム（Ralf Edström, 1952年10月7日 - ）は、スウェーデン出身の元同国代表サッカー選手。

## 経歴
スウェーデンが好成績を収めた1974年ワールドカップ・西ドイツ大会にて、エースストライカーとして活躍した。同大会では4得点を挙げ、中でも2次リーグの西ドイツ戦においてボレーシュートで先制点を挙げたことで知られる。1978年ワールドカップ・アルゼンチン大会にも出場した。
1972年と1974年の2度、グルドボレン（スウェーデン年間最優秀選手賞）に輝いている。2003年にはスウェーデンサッカー殿堂の初代受賞者に名を連ねた。

## 所属クラブ
- デーゲルフォルシュIF -1971
- オートヴィーダベリFF 1971-1973
- PSVアイントホーフェン 1973-1977
- IFKヨーテボリ 1977-1979
- スタンダール・リエージュ 1979-1981
- ASモナコ 1981-1983
- エルグリーテIS 1983-1985